# Swartzia prolata
Swartzia prolata är en ärtväxtart som beskrevs av John Macqueen Cowan. Swartzia prolata ingår i släktet Swartzia och familjen ärtväxter. Inga underarter finns listade i Catalogue of Life.